# Battlefield Play4Free
Battlefield Play4Free es un videojuego de disparos en primera persona desarrollado por Easy Studios y distribuido por Electronic Arts. Basado en la serie Battlefield, el juego presentaba una ambientación de campo de batalla de guerra moderna. Play4Free se basa en una versión modificada del motor de Battlefield 2, con mejoras como ilustraciones de alta resolución y efectos de posprocesado. El juego también era menos exigente con las especificaciones de hardware, similar a Battlefield Heroes.
El juego estuvo disponible para los jugadores de forma gratuita en línea, bajo el modelo free-to-play de Electronic Arts llamado Play4Free. Play4Free utiliza un sistema de tienda de microtransacciones similar al de Battlefield Heroes. Battlefield Play4Free se anunció el 5 de noviembre de 2010. La fase de pruebas de la beta abierta del juego comenzó el 4 de abril. Los códigos de la beta cerrada empezaron a distribuirse por correo electrónico el 30 de noviembre de 2010. El juego se lanzó como beta abierta el 4 de abril de 2011. Battlefield Play4Free, junto con otros títulos free-to-play de EA como Battlefield Heroes, Need for Speed: World, y FIFA World, cerró el 14 de julio de 2015.

## Jugabilidad
Battlefield Play4Free incluía contenidos de Battlefield 2 y Battlefield: Bad Company 2. Battlefield incluía dos modos de juego, Asalto y Carrera. El juego contaba con un sistema de subida de nivel, una tienda dentro del juego y una personalización del juego similar a aquella de Battlefield Heroes. Battlefield Play4Free incluía dieciséis vehículos, ocho mapas de Battlefield 2 y admitía servidores de hasta 32 jugadores para batallas en línea. Los jugadores eran elegidos al azar para jugar como soldados de las Fuerzas Terrestres Rusas o del Cuerpo de Marines de los Estados Unidos.

### Clases
Battlefield Play4Free incluía un sistema de clases similar al de los anteriores juegos de Battlefield. El jugador podía elegir entre Asalto, Médico, Ingeniero y Francotirador. La clase Asalto estaba armada con un rifle de asalto y una «Caja de Munición», que podía usarse para reabastecer al jugador y a sus compañeros con más munición. Los médicos tenían una ametralladora ligera y podían curar a otros jugadores y a sí mismos con una «caja médica», así como reanimar a otros jugadores con un desfibrilador. Los soldados de la clase Ingeniero estaban equipados con un RPG-7, un subfusil y una herramienta de reparación que se podía utilizar para arreglar los vehículos de los compañeros de equipo. Por último, la clase Francotirador utilizaba un rifle de francotirador, un sensor de movimiento y minas Claymore M18. Las cuatro clases también podían manejar una escopeta y una pistola de dardos trazadores, que no era específica de cada clase. Este sistema de clases se ha utilizado en Battlefield: Bad Company 2.

### Actualizaciones
Easy Studios, el desarrollador de Battlefield Play4Free, realizó actualizaciones periódicas del juego. La primera actualización importante tuvo lugar el 29 de enero de 2011, cuando Easy Studios lanzó el mapa Oman. Luego, los desarrolladores lanzaron Sharqi Peninsula el 4 de abril de 2011, el mismo día que el juego pasó a beta abierta. El 9 de junio de 2011, se lanzó Basora, el cuarto mapa. Más tarde, el 10 de agosto de 2011 se publicó Dragon Valley. Además de nuevos mapas, Easy Studios añadió varios elementos de juego como el desenfoque de movimiento debido al nuevo motor de juego modificado, Refractor.
El 25 de octubre de 2011, se lanzó el entrenamiento de «Nivel 3» para incluir una variedad de nuevas opciones de habilidades para las cuatro clases. El 1 de diciembre de 2011, se agregó la personalización de armas a Battlefield Play4Free, lo que permite a los jugadores personalizar específicamente sus armas con accesorios como miras holográficas, diferentes cañones, culatas variadas y tipos de cargadores. Diecinueve días después, el 20 de diciembre de 2011, Easy Studios lanzó el sexto mapa, Dalian, que fue rehecho de Battlefield 2. Además, en la misma actualización, Easy Studios reemplazó todas las armas «Legacy» con armas reclasificadas denotadas «+3». El 23 de octubre de 2012, Easy Studios lanzó el modo de juego «Rush». Este modo coloca a los jugadores en uno de dos roles: ataque o defensa. El juego se desarrolla en múltiples etapas donde las estaciones destructibles de MCOM son el punto focal. Hay dos MCOM en cada etapa, etiquetados como A y B, los cuales deben ser destruidos para que los atacantes puedan continuar. El juego termina cuando todos los MCOM son destruidos o los atacantes son eliminados por agotamiento de sus tickets. Este modo de juego se utilizó por primera vez en Battlefield: Bad Company. El mapa ampliado de la península de Sharqi fue el primer mapa en recibir el tratamiento de ataque. También se agregaron el ataque de Karkand y el ataque de Dalian.
En octubre de 2013, los desarrolladores de Easy Studios comenzaron a trabajar para equilibrar la gran cantidad de armas del juego, varias de las cuales se consideraban desequilibradas o «demasiado poderosas» en comparación con otras armas de cada clase respectiva y en general. En noviembre de 2013, el reequilibrio se había completado e implementado en su mayor parte.

## Recepción
| Aggregator | Score               |
| ---------- | ------------------- |
| Metacritic | 68/100 (11 reseñas) |

| Publication | Score |
| ----------- | ----- |
| IGN         | 6/10  |
| PALGN       | 5/10  |

El juego recibió una puntuación de 68/100 en 11 reseñas de Metacritic.

## Cierre
El 15 de abril de 2015, Easy Studios anunció que el 14 de julio de 2015 cerrarían Battlefield Play4Free y desconectarían los servicios del juego. Battlefield Heroes, Need for Speed: World y FIFA World también cerrarían el mismo día.